# Carte de la femme
La carte de la femme est une expression idiomatique qui désigne l'exploitation d'attitudes sexistes ou pro-femmes en accusant les autres de sexisme ou de misogynie. On dit d'une personne qui emploie de tels procédés qu'elle joue la carte de la femme, la carte du genre.

## Signification
L'expression est employée pour désigner les accusations portées par des femmes qui font mention de leur sexe dans le but d'obtenir un avantage lors d'une discussion, ou qui sous-entendent ou accusent d'autres personnes de sexisme afin de gagner le soutien d'autres personnes. Ce procédé est considéré comme une manœuvre de dernier recours dans les discussions, comme le souligne Miranda Devine : « Jouer la carte du genre est le pathétique dernier refuge des incompétents et tout le monde dans la vie réelle le sait ». Cependant, il est également avancé qu'accuser une personne de jouer la carte de la femme peut être un moyen de nier ou de minimiser des préoccupations réelles et de discréditer la personne visée.

## Politique
Les accusations de jouer la carte de la femme surviennent souvent en politique et lors des élections. En 2012, la Première ministre australienne Julia Gillard prononce un discours au Parlement australien accusant le chef de l'opposition Tony Abbott de misogynie. Son discours reçoit une attention internationale et est largement salué,,, y compris par un certain nombre de dirigeants politiques étrangers, dont François Hollande, Barack Obama, et Hillary Clinton. Certains commentateurs locaux, majoritairement conservateurs, accusent toutefois Julia Gillard de jouer la carte du genre,,.
Lors des primaires présidentielles démocrates de 2008, l'ancien président des États-Unis, Bill Clinton, est soupçonné d'avoir joué la carte du genre afin d'obtenir le soutien de sa femme Hillary ; et accuse Barack Obama d'avoir utilisé la carte de la race contre eux. Lors de la campagne pour l'élection présidentielle américaine de 2016, le candidat du Parti républicain Donald Trump accuse sa rivale, la candidate du Parti démocrate, Hillary Clinton, de jouer la carte de la femme en déclarant qu'elle « jouait constamment la carte de la femme. C'est le seul moyen pour elle d'être élue ». Hillary Clinton répond que « si se battre pour les soins de santé des femmes, les congés familiaux payés et l'égalité des salaires, c'est jouer la carte de la femme, alors je veux bien ». Par la suite, la campagne de Clinton se met à distribuer des cartes en plastique portant la mention « Woman Card » inspirée de la carte de métro de New York, aux donateurs de plus de 5 dollars à sa campagne. Le plan est considéré comme un succès marketing et un retour de flamme pour Trump, puisque ayant rapporté 2,4 millions de dollars à Clinton.
Lors de l'élection présidentielle française de 2017, la candidate du Front national Marine Le Pen est accusée d'utiliser son sexe pour adoucir les opinions sur le Front national et moderniser l'image du parti,. La candidature de Le Pen a également été citée comme un exemple de situation où les féministes qui prétendent voter pour des candidates parce qu'elles sont des femmes refusent de le faire.